# Битва на Кривавому полі
Битва на Кривавому полі — битва між військами християнського князівства Антіохії і мусульманського Алеппо. Відбулася 28 червня 1119.

## Передумови
Протягом усього періоду свого існування Антіохія та інші держави хрестоносців знаходилися у стані перманентної війни з мусульманськими державами північній Сирії. Найчастішими були конфлікти з Алеппо і Мосулом. Короткий перепочинок настав у 1113 році, коли смерть правителя Алеппо Ридвана принесла кілька років миру. Однак правителі християнських держав — Рожер Салернський, регент Антіохії при малолітньому Боемунді II, Балдуїн II, граф Едеси і Понс, граф Триполі — тільки піклуючись про власні інтереси, не скористалися нагодою, щоб об'єднатися проти Алеппо.
У травні 1117 року правителем Алеппо став атабек Іль-Газі з династії Артукідів. У 1118 році хрестоносці взяли Азаз (сучасний Аазаз) який розташовувався північ до від Алеппо, а в 1119 році була відповідна реакція з боку Іль-Газі — зібравши значну армію з числа туркменів він вторгся на територію князівства Антіохії. Рожер і його воїни висунулися назустріч Іль-Газі з фортеці Артах, хоча патріарх князівства Бернар Валенский не радив залишати цитаделі — вона добре була укріплена, розташовувалася на невеликій відстані від Антіохії і таким чином захищала її рубежі на північному сході. Патріарх запропонував також Рожеру попросити допомоги у Єрусалиму і Триполі, але той не бажав витрачати час на очікування підкріплення і 20 червня розбив табір в околицях гірського проходу Сармада.

## Битва
Іль-Газі теж вирішив не чекати підкріплення від еміру Дамаску Тугтегіна і в на ніч 27 червня оточив табір хрестоносців. Армія християн приблизно складалася з 3700 вояків — 700 лицарів і піхотинців 3000, включаючи туркополів, з яких було сформовано три дивізії під проводом самого Рожера Салернського, Жоффруа Ченця і Гі де Френеля. Вранці 28 червня хрестоносці виявили, що потрапили в оточення. Спочатку у бою була перевага на їхньому боці, але швидко мусульмани взяли верх над хрестоносцями — вони почали об'єднаний напад з усіх боків, і стріли, подібно сарані, уражали коней і натовп, і вершники були переможені. Християнська армія зазнала поразки — більшість воїнів її пало на полі бою, а Рожер Салернський був убитий ударом меча в обличчя. Масштаби втрат були настільки великі, що вона отримала назву Битва на Кривавому полі.

## Наслідки
Результат битви довів, що мусульмани здатні нанести серйозної поразки християнам і без допомоги сельджуків. Проте, Іль-Газі не встиг скористатися перевагою і напасти на Антіохію, де оборону тримав патріарх Бернар, як першим як в місто прибув Балдуїн II — до того часу король Єрусалиму. Армія Іль Газі була відтіснена 14 серпня силами Понса, графа Триполі та Балдуїна II, який став регентом Антіохії. Поразка на Кривавому полі послабила позиції Антіохії, в результаті чого протягом наступного десятиліття князівство неодноразово піддавалося набігам мусульман. Вплив у регіоні був частково відновлений тільки через шість років, коли в 1125 році хрестоносці перемогу здобули в битві при Аазазі.
З часу цього християни змушені були страждати від нестачі бійців, і саме це в той момент, коли вони найпотрібніші. Король Балдуїн II у відповідь на звістку про «криваве поле» звернувся з проханням допомоги до Венеції. Венеція вирішила — хоча й не одноголосно — відгукнутися на цей заклик. З цього часу в хрестовий похід вступили венеціанські хрестоносці.